# Patricia Kingori
Patricia Kingori est une sociologue britannique kenyane qui est professeure à l'université d'Oxford. Ses recherches portent sur les expériences des agents de santé de première ligne dans le monde entier. Elle s'intéresse particulièrement à la désinformation et aux pseudosciences. En 2015, Kingori a été inclus sur la Powerlist (en).

## Enfance et éducation
Patricia Kingori est née au Kenya. Enfant, elle a déménagé à Saint-Kitts dans les Caraïbes. Elle est restée dans les Caraïbes jusqu'à son adolescence, lorsqu'elle a déménagé à Londres. Kingori était étudiante de premier cycle au Royal Holloway, Université de Londres, où elle a étudié la sociologie. Après avoir obtenu son diplôme, elle a travaillé comme assistante de recherche à l'université de Londres. Patricia Kingori a concentré sa recherche doctorale sur les défis éthiques rencontrés par les travailleurs de première ligne. Après avoir d'abord eu du mal à obtenir un financement, Kingori a obtenu une bourse de doctorat Wellcome et a commencé son doctorat à la London School of Hygiene and Tropical Medicine. Elle était supervisée par Catherine Dodds et Judith Green. Après avoir terminé ses recherches doctorales, Kingori a déménagé au centre multidisciplinaire de bioéthique Ethox de l'université d'Oxford où elle a continué à étudier la vie des travailleurs de première ligne, comparant leurs expériences en Gambie, au Cambodge et en Ouganda. En décembre 2021, Kingori est devenue la plus jeune professeure noire d'Oxbridge et la plus jeune femme à avoir jamais obtenu un poste de professeur titulaire à l'Université d'Oxford. Elle est professeure d'éthique de la santé mondiale au Nuffield Department of Population Health (en), Wellcome Senior Investigator et Senior Research Fellow au Somerville College.

## Recherche et carrière
Kingori a été nommée à la faculté du Centre Ethox peu de temps après avoir terminé son premier poste postdoctoral. Ses recherches portent sur la sociologie des sciences et de la médecine. Elle s'intéresse particulièrement aux expériences et aux valeurs du personnel de première ligne,, par exemple, ceux qui mènent des essais cliniques et des traitements en Afrique. Kingori a étudié les origines et la propagation des pseudosciences et de la désinformation dans le domaine de la santé mondiale. Elle a présenté son travail sur "les faux et les faits" dans une pandémie à la Science Gallery.
En 2021, Kingori est devenue la plus jeune femme à être nommée professeure titulaire à l'Université d'Oxford .

### Service académique
Kingori siège au conseil d'administration du Global Health Bioethics Network, à l'équipe de direction du Wellcome Center for Ethics and Humanities et au Development Board of the Black Cultural Archives (en). À Oxford, Kingori fait partie du comité d'éthique de la recherche de l'Université centrale. Kingori est apparue sur le podcast de Julia Gillard, A Podcast of One's Own Elle est membre du Groupe consultatif scientifique pour les urgences (en), Groupe scientifique d'information sur la pandémie sur les comportements, SAGE SPI-B, qui est supervisé par Ann John (en) et Brooke Rogers (en), et fournit des informations sur la façon d'aider les gens à adhérer aux interventions lors de défis mondiaux tels que le Pandémie de COVID-19. Elle est membre de la COVID-19 Clinical Research Coalition.

## Publications (sélection)
- (en) Patricia Kingori, « Experiencing everyday ethics in context: frontline data collectors perspectives and practices of bioethics », Social Science & Medicine, Elsevier, vol. 98,‎ 25 octobre 2013, p. 361-370 (ISSN 0277-9536 et 1873-5347, OCLC 609900358, PMID 24210881, PMCID 3898703, DOI 10.1016/J.SOCSCIMED.2013.10.013).
- (en) Patricia Kingori et René Gerrets, « Morals, morale and motivations in data fabrication: Medical research fieldworkers views and practices in two Sub-Saharan African contexts », Social Science & Medicine, Elsevier, vol. 166,‎ 16 août 2016, p. 150-159 (ISSN 0277-9536 et 1873-5347, OCLC 609900358, PMID 27566044, PMCID 5034849, DOI 10.1016/J.SOCSCIMED.2016.08.019).
- (en) Patricia Kingori, « Experiencing everyday ethics in context: frontline data collectors perspectives and practices of bioethics », Social Science & Medicine, Elsevier, vol. 98,‎ 25 octobre 2013, p. 361-370 (ISSN 0277-9536 et 1873-5347, OCLC 609900358, PMID 24210881, PMCID 3898703, DOI 10.1016/J.SOCSCIMED.2013.10.013).

## Vie privée
La sœur de Kingori, Vanessa Kingori, est directrice de publication de British Vogue ,,.